# Nó toral

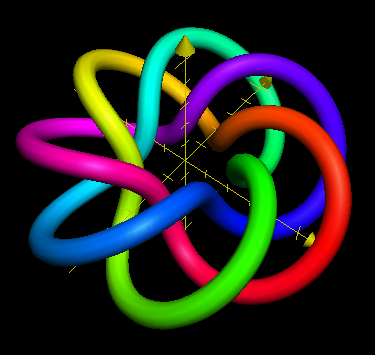
Nó toral 3-D

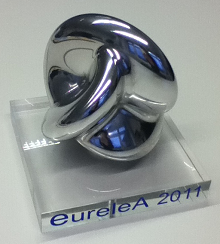
EureleA (Um Prêmio em forma de nó toral (2,3)).

Enlace toral(2,8)

Na teoria dos nós, um nó toral é um tipo especial de nó que pertence a uma superfície de um toro não atada em R3. Da mesma forma, um enlace toral é um enlace que se encontra na superfície de um toro de mesma forma. Cada nó toral é especificado por um par de números inteiros, que são primos entre si p e q. Um enlace toral surge se p e q não são primos entre si (caso em que o número de componentes é o  mdc (p, q)). Um nó toral é trivial se, e somente se, ou p ou q é igual a 1 ou -1. O exemplo mais simples de um nó não trivial é a do nó toral (2,3), também conhecido como o nó de trevo.

Nó toral (2,-3) conhecido como nó de trevo.

## Representação geométrica
Um nó toral pode ser composto geometricamente em várias formas que são topologicamente equivalentes, mas geometricamente distintas. A convenção utilizada neste artigo e seus números, é a seguinte.
O nó toral (p,q) sendo q a quantidade de vezes que gira em torno de um círculo no interior do toro,
e p a quantidade de vezes que gira em torno de seu eixo de simetria de rotação. Se p e q não são relativamente primos, então temos um toro de vínculo com mais de um componente.
A direção em que os fios do nó enrola em torno do too, também está sujeito a diferentes convenções. O mais comum é fazer com que os fios formem uma forma de parafuso para direita para que p, q > 0.
O nó toral (p,q) pode ser dado pela parametrização
{\displaystyle {\begin{aligned}x&=r\cos(p\phi )\\y&=r\sin(p\phi )\\z&=-\sin(q\phi )\end{aligned}}}
onde {\displaystyle r=\cos(q\phi )+2} e {\displaystyle 0<\phi <2\pi }. Esta situa-se na superfície do toro por {\displaystyle (r-2)^{2}+z^{2}=1} (em coordenadas cilíndricas).
Outras parametrizações também são possíveis, porque os nós são definidos sobre contínuas deformações. As ilustrações do nó toral (2,3) e (3,8) podem ser obtidas tomando-se {\displaystyle r=\cos(q\phi )+4} e no caso do nó (2,3) subtraindo-se, respectivamente, {\displaystyle 3\cos((p-q)\phi )} e {\displaystyle 3\sin((p-q)\phi )} acima das parametrizações de x e y. O último generaliza-se suavemente para quaisquer primos entre si , p,q satisfazendo {\displaystyle p<q<2p}.

## Propriedades

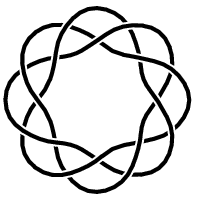
Diagrama de um nó toral (3,-8).

Um nó toral é trivial se, e somente se, ou p ou q é igual a 1 ou-1.
Cada nó toral não trivial é primo e quiral.
O nó toral (p,q) é equivalente ao nó toral (q,p). Isso pode ser comprovado pelo movimento dos fios na superfície do toro, que é muito bem ilustrado «aqui». sketchesoftopology.wordpress.com. O  nó (p,−q) é o contrário (imagem espelhada) do nó (p,q). O nó (−p,−q)  é equivalente a (p,q), exceto pela inversão da orientação.

O nó toral (3, 4) aberto sobre um superfície do toro

Qualquer nó toral(p,q) pode ser feita a partir de uma trança fechada com p fios. O expressão da trança adequada é 
{\displaystyle (\sigma _{1}\sigma _{2}\cdots \sigma _{p-1})^{q}.}
O número de cruzamentos de a no nó toral(p,q) com p,q > 0 é dada por
c = min((p−1)q, (q−1)p).
O gênero de um nó toral com p,q > 0 é
{\displaystyle g={\frac {1}{2}}(p-1)(q-1).}
O polinômio de Alexander de um nó toral é
{\displaystyle {\frac {(t^{pq}-1)(t-1)}{(t^{p}-1)(t^{q}-1)}}.}
O polinômio de Jones (destros) do nó toral é dado por
{\displaystyle t^{(p-1)(q-1)/2}{\frac {1-t^{p+1}-t^{q+1}+t^{p+q}}{1-t^{2}}}.}
O complemento de um nó toral na 3-esfera é uma variedade de fibra Seifert, fibrado sobre o disco com duas fibras singulares.
Tomando Y como a concavidade p de um chapéu de burro com um disco removido de seu interior, Z sendo a concavidade q de um chapéu de burro com um disco removido e o seu interior, e X o quociente do espaço obtido através da identificação de Y e Z , ao longo de seu limite de círculo. O complemento do nó de um nó toral (p, q)  retrai deformações para o espaço X. Portanto, o grupo de nós de um nó toral tem a seguinte característica:
{\displaystyle \langle x,y\mid x^{p}=y^{q}\rangle .}{\displaystyle }
Nós torais são apenas nós cujo grupos de nó não-triviais do centro (o que é um ciclo infinito, gerado pelo elemento {\displaystyle } na apresentação acima).
O fator de alongamento de um nó toral (p,q) , como uma curva no espaço Euclidiano, é Ω(min(p,q)), para o  nó toral que estiver acoplado em fatores de alongamento. O pesquisador John Pardon ganhou em 2012 o prêmio Morgan por sua pesquisa provar este resultado, resolvendo um problema originalmente colocado por Mikhail Gromov.

## Ligação de hipersuperfícies complexas
O nó toral (p,q) surge quando considera-se o enlace de uma isolada hipersuperfície complexa singular. Uma intersecção de uma  hipersuperfície complexa com uma hiperesfera, centrada no ponto singular isolado, e com o raio suficientemente pequeno para que ele não inclua e nem encontre, quaisquer outros pontos singulares. A intersecção dá uma subvariedade da hiperesfera.
Seja p e q inteiros, primos entre si e maiores ou iguais a dois. Considere a função holomorfa {\displaystyle f:\mathbb {C} ^{2}\to \mathbb {C} } dada por {\displaystyle f(w,z):=w^{p}+z^{q}.} Temos {\displaystyle V_{f}\subset \mathbb {C} ^{2}} sendo o conjunto {\displaystyle (w,z)\in \mathbb {C} ^{2}} tal que {\displaystyle f(w,z)=0.}Dado um número real {\displaystyle 0<\varepsilon \ll 1,} definimos o real na 3-esfera {\displaystyle \mathbb {S} _{\varepsilon }^{3}\subset \mathbb {R} ^{4}\hookrightarrow \mathbb {C} ^{2}} como dado por {\displaystyle |w|^{2}+|z|^{2}=\varepsilon ^{2}.} A função {\displaystyle f} tem um ponto crítico isolado em {\displaystyle (0,0)\in \mathbb {C} ^{2}} visto que {\displaystyle \partial f/\partial w=\partial f/\partial z=0} se, e somente se {\displaystyle w=z=0.} Assim, consideramos a estrutura {\displaystyle V_{f}} fechada em {\displaystyle (0,0)\in \mathbb {C} ^{2}.} Para fazer isso, consideramos a interseção {\displaystyle V_{f}\cap \mathbb {S} _{\varepsilon }^{3}\subset \mathbb {S} _{\varepsilon }^{3}.} Essa intersecção é chamada também de enlace de sigularidade {\displaystyle f(w,z)=w^{p}+z^{q}.} O enlace de {\displaystyle f(w,z)=w^{p}+z^{q}}, onde p e q são primos entre si, e ambos maiores ou iguais a dois, sendo exatamente o nó toral(p, q).